# Chézery-Forens
Chézery-Forens es una comuna francesa situada en el departamento de Ain, de la región de Auvernia-Ródano-Alpes.

## Geografía
Chézery-Forens se encuentra en el valle del río Valserine, aguas abajo del desfiladero de Sous-Balme. Se encuentra en el parco natural regional del Haut Jura.
Incluye numerosas pequeñas aldeas, entre ellas Menthières, La Serpentouze,
Grand Essert, Champeroux, Les Granges, Epery, Les Revines, Les Replats, La Charbonnière, Jacquinod, Rosset, La Rivière, Forens, Duraffourd, Rose Viel, Noire Combe; distribuidas por las montañas del Jura y a lo largo de la carretera D991.
En Methiéres hay una estación de esquí.

## Demografía
| 502 | 436 | 362 | 337 | 357 | 369 | 399 | 461 |
| Para los censos de 1962 a 1999 la población legal corresponde a la población sin duplicidades (Fuente: INSEE [Consultar]) |     |     |     |     |     |     |     |